# Johan Alfred Bornemann
Johan Alfred Bornemann (født 17. januar 1813 i København, død 4. maj 1890 sammesteds) var en dansk teolog. Han var søn af Mathias Hastrup Bornemann.

## Liv og gerning
Bornemann blev student fra Metropolitanskolen i 1830, blev cand.theol. i 1836 og lic.theol. i 1840 på en afhandling om Anselm og Abailard. Han foretog derefter en offentlig understøttet udenlandsrejse og efter sin hjemkomst blev han ansat som konstitueret lektor i moral ved Sorø Akademi. Han forblev i denne stilling frem til 1849.
I 1854 efterfulgte Bornemann Martensens som teologisk professor. Han blev imidlertid mødt med forudfattet modvilje og studenterne var imod hans spekulative teologiske retning, hvilket førte til, at der udnævntes en docent, C.H. Scharling, til at dublere hans fag. Dette bevirkede, at han i 1870 nedlagde sit embede.